# Pauridiantha uniflora
Pauridiantha uniflora är en måreväxtart som beskrevs av Ntore och Steven Dessein. Pauridiantha uniflora ingår i släktet Pauridiantha och familjen måreväxter. Inga underarter finns listade i Catalogue of Life.